# Numero di Eötvös
In fluidodinamica il numero di Eötvös (Eo) è un numero adimensionale che prende il nome dal fisico ungherese Loránd Eötvös.

## Definizione matematica
Il numero di Eötvös è definito come:
{\displaystyle \mathrm {Eo} ={\frac {\Delta \rho \,g\,L^{2}}{\gamma }}}
- Δρ: differenza della densità fra le due fasi, (in unità SI: kg/m³)
- g: accelerazione di gravità, (in unità SI: m/s²)
- L: lunghezza caratteristica, (in unità SI: m)
- γ: tensione superficiale, (in unità SI: N/m).

## Applicazioni
Insieme al numero di Morton può essere utilizzato per caratterizzare la forma di una sfera di fluido (ad esempio una bolla d'aria o una goccia d'acqua).

## Interpretazione fisica
Il numero di Eötvös può essere visto come il rapporto fra le forze di galleggiamento e la tensione superficiale.

## Numero di Bond
Analogo al numero di Eötvös, è il numero di Bond, definito come il rapporto tra la gravità e la tensione superficiale:
{\displaystyle {\rm {Bo}}={\frac {\rho gL^{2}}{\gamma }}}
dove:
- ρ = densità del fluido (kg · m−3)
- L = diametro idraulico o lunghezza caratteristica (m)

Il numero di Bond è un gruppo adimensionale che indica l'importanza relativa tra la forza di gravità e la tensione superficiale a cui è sottoposto un fluido. Ad esempio, in un sistema microfluidico la cui lunghezza caratteristica Dh è dell'ordine dei micrometri (10−6 metri), il numero di Bond sarà proporzionale a (10−6)2 ovvero 10−12; questo ci dice che per le microscale, essendo Bo molto piccolo, sono prevalenti le tensioni superficiali rispetto alla forza peso. Questo è uno dei principali motivi per cui, ad esempio, gli insetti riescono a "scalare i muri" o a camminare sull'acqua.